# Eupolymnia triloba
Eupolymnia triloba är en ringmaskart som först beskrevs av Fischli 1900.  Eupolymnia triloba ingår i släktet Eupolymnia och familjen Terebellidae. Inga underarter finns listade i Catalogue of Life.